# Níjnie Iziverki
Níjnie Iziverki (en rus: Нижние Изиверки) és un poble de l'óblast de Kírov, a Rússia, segons el cens del 2010 tenia 135. Pertany al districte (raion) de Viàtskie Poliani.